# Antonio Carcaterra
Antonio Carcaterra (Sessa Aurunca, 24 ottobre 1905 – 13 gennaio 1993) è stato un politico e giurista italiano, deputato delle prime quattro legislature della Repubblica Italiana.

## Biografia
Nel corso delle quattro legislature presentò 107 disegni di legge e fu Sottosegretario di Stato all'Industria e Commercio nel VII governo De Gasperi.
Proseguì la sua attività con la produzione scientifica giuridica.